# إيلينا ساتين
إيلينا ماريا ساتين (بالإنجليزية: Elena Satine)‏ (ولدت في 24 نوفمبر 1988) ممثلة ومغنية جورجية أمريكية.

## حياتها الشخصية
وتزوجت ساتين و تايسون ريتر، رئيس فرقة ذا أوول أمريكان ريجكتز في 31 ديسمبر 2013 .

## روابط خارجية
- إيلينا ساتين على موقع IMDb (الإنجليزية)
- إيلينا ساتين على موقع ميتاكريتيك (الإنجليزية)
- إيلينا ساتين على موقع روتن توميتوز (الإنجليزية)
- إيلينا ساتين على موقع قاعدة بيانات الأفلام العربية
- إيلينا ساتين على موقع ألو سيني (الفرنسية)
- إيلينا ساتين على موقع ميوزك برينز (الإنجليزية)
- إيلينا ساتين على موقع أول موفي (الإنجليزية)
- إيلينا ساتين على موقع قاعدة بيانات الفيلم (الإنجليزية)
- إيلينا ساتين على موقع ليتربوكسد (الإنجليزية)
- إيلينا ساتين على موقع كينوبويسك (الروسية)